# Neujahrskonzert der Wiener Philharmoniker 1978
Das Neujahrskonzert der Wiener Philharmoniker 1978 war das 38. Neujahrskonzert der Wiener Philharmoniker und fand am 1. Jänner 1978 im Goldenen Saal des Wiener Musikvereins statt. Dirigiert wurde es zum 24. Mal von Willi Boskovsky, der diese Institution 1941 schon als Konzertmeister der Wiener Philharmoniker mit ins Leben gerufen hatte.

## Zusammenfassung
Streng genommen war es das 39. Konzert zum Jahreswechsel – denn zur Jahreswende 1939/40 gab es bereits ein Außerordentliches Konzert der Wiener Philharmoniker, welches allerdings am Silvesterabend 1939 stattfand –, aber erst seit 1946 – seit dem erstmaligen Dirigat von Josef Krips – trägt das Konzert den Titel Neujahrskonzert der Wiener Philharmoniker: Unter diesem Namen war es das nunmehr 33. Konzert, was offiziell auch Neujahrskonzert der Wiener Philharmoniker heißt.

Willi Boskovsky stand, wie bereits seit 1955 auf Grund seiner einstimmigen Wahl durch die Orchestermitglieder als ständiger Dirigent des Neujahrskonzertes am Pult.
Willi Boskovsky bleibt in Erinnerung, dass er das Konzert im Wesentlichen mit seinem Geigenbogen leitete und seine Violine, vornehmlich in die Hüfte gestützt (ansonsten lag sie griffbereit auf einem kleinen Tischchen neben dem Dirigierpult), immer wieder ans Kinn nahm, um seinen eigenen Schwung in das Orchester zu übertragen, er nutzte nur selten einen Dirigentenstab.
Einzelne Musikstücke wurden wieder mit Ballettaufnahmen unterlegt: Es tanzten Mitglieder des Balletts der Wiener Staatsoper, die Choreographie übernahm Gerlinde Dill.
Das Konzert wurde mit seinem zweiten Teil im Fernsehen übertragen, die Produktion übernahmen, wie seit 1970 jährlich, der Österreichische Rundfunk (ORF) und das Zweite Deutsche Fernsehen (ZDF) gemeinsam, die Regie führte erneut Hermann Lanske. Es war das 13. Neujahrskonzert, dessen zweiter Teil in Kooperation von Eurovision (für diesen Verbund war es die 19. Übertragung) und Intervision, dem Fernsehverbund der damaligen sozialistischen Staaten, im Fernsehen übertragen wurde. Ausgestrahlt wurde das Neujahrskonzert 1978 über Eurovision neben Österreich in Belgien, der Bundesrepublik Deutschland, in Dänemark, Finnland, Frankreich, Irland, Island, Italien, Jugoslawien, Luxemburg, der Niederlande, Norwegen, in Portugal, Schweden, der Schweiz und Spanien.
Über Intervision waren 1978 dabei: Bulgarien, DDR, Polen, Rumänien und Ungarn.
1973 begannen die regelmäßigen Fernsehübertragungen weltweit, die seitdem fester Bestandteil der Neujahrskonzerte sind, zunächst der zweite Teil, ab 1991 dann das gesamte Konzert. In andere nicht-europäische Staaten wurde dieses Konzert von 1978 (in alphabetischer Reihenfolge) nach Argentinien, Chile, Costa Rica, Ekuador, Japan, Jordanien, (Süd-)Korea, Marokko, Mauritius, Südafrika, Taiwan, den Vereinigten Staaten und Venezuela übertragen. Die Fernsehübertragung des zweiten Teils des Neujahrskonzertes wurde demzufolge in 35 Staaten original ausgestrahlt.

## Programm

### 1. Teil
1. Johann Strauss (Sohn): Ouvertüre zur Operette Der Zigeunerbaron
2. Josef Strauss: Sphärenklänge, Walzer, op. 235
3. Josef Strauss: Künstler-Gruß, Polka française, op. 274
4. Josef Strauss: Eingesendet, Polka schnell, op. 240
5. Johann Strauss (Sohn): Wiener Bonbons, Walzer, op. 307

### 2. Teil
1. Franz Schubert: Ouvertüre in C-Dur („im italienischen Stil“), op. post. 170, D 591*
2. Joseph Lanner: Die Schönbrunner, Walzer, op. 200
3. Johann Strauss (Vater): Sperl-Polka, op. 133*
4. Johann Strauss (Sohn): ’S gibt nur a Kaiserstadt, ’s gibt nur a Wien, Polka, op. 291
5. Johann Strauss (Sohn): Par force!, Polka schnell, op. 308*
6. Josef Strauss: Brennende Liebe, Polka mazur, op. 129
7. Johann Strauss (Sohn): Éljen a Magyar!, Polka schnell, op. 332
8. Johann Strauss (Sohn): Künstlerleben, Walzer, op. 316
9. Johann Strauss (Sohn): Unter Donner und Blitz, Polka schnell, op. 324

### Zugaben
1. Johann Strauss (Sohn): Perpetuum mobile, Musikalischer Scherz, op. 257
2. Johann Strauss (Sohn): An der schönen blauen Donau, Walzer, op. 314
3. Johann Strauss (Vater): Radetzky-Marsch, op. 228

Werkliste und Reihenfolge sind der Website der Wiener Philharmoniker entnommen.
Die mit * gekennzeichneten Werke standen erstmals in einem Programm eines Neujahrskonzertes.

## Besetzung (Auswahl)
- Willi Boskovsky, Dirigent
- Wiener Philharmoniker